# جيلكو ديميتروف
جيلكو ديميتروف (بالصربية: Жељко Димитров)‏ (19 فبراير 1994 في صربيا - ) هو لاعب كرة قدم صربي في مركز الهجوم. لعب مع نادي أو إف كيه بيوغراد وFK Hajduk Beograd ‏ وFK Radnički Pirot ‏ وFK Radnik Surdulica ‏.

## وصلات خارجية
- جيلكو ديميتروف على موقع قاعدة بيانات كرة القدم.إي يو (الإنجليزية)
- جيلكو ديميتروف على موقع Soccerbase.com (لاعب) (الإنجليزية)
- جيلكو ديميتروف على موقع Soccerway.com (الإنجليزية)
- جيلكو ديميتروف على موقع عالم كرة القدم.نت (الإنجليزية)